# Володимир Ольгердович

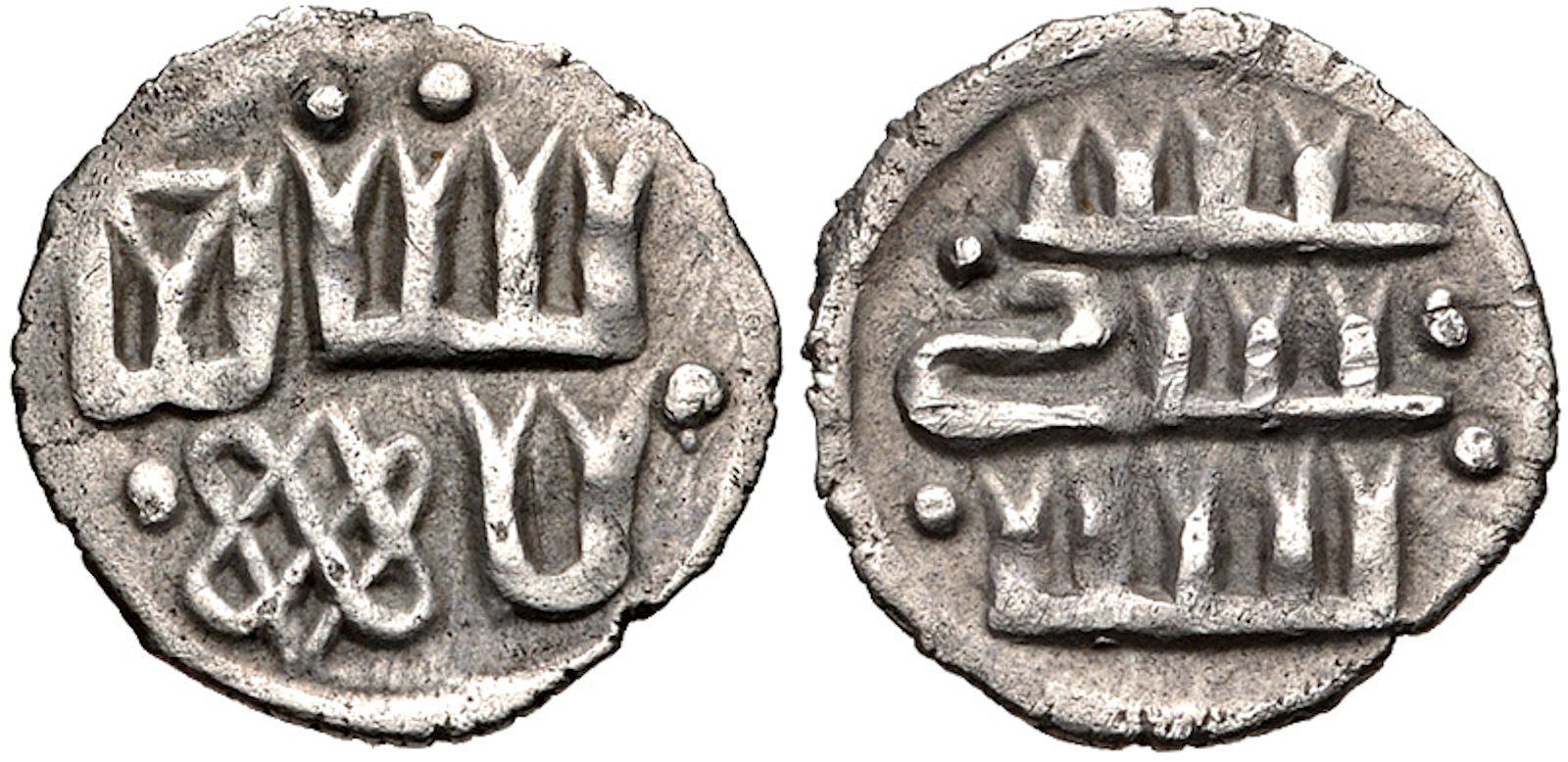
Київська монета, що імітує монети золотординського хана Джанібека

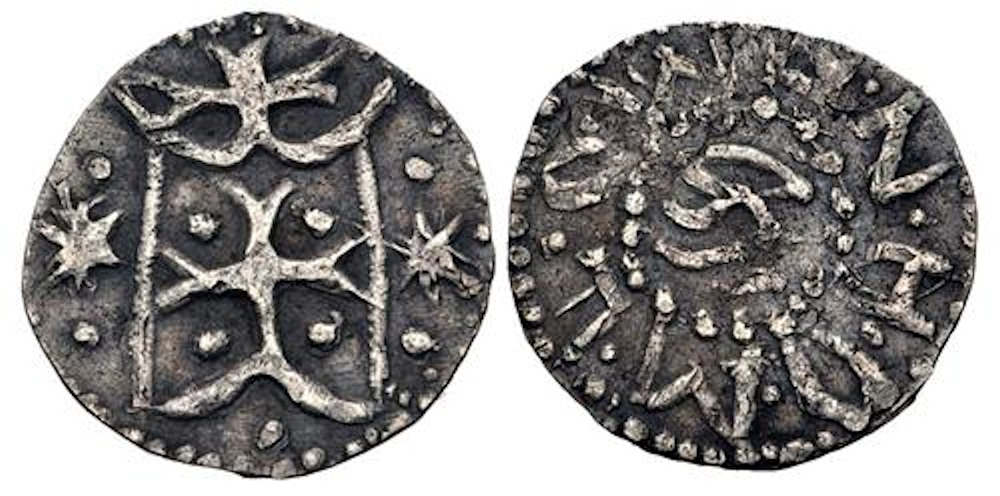
Монета Володимир Ольгердовича з кириличним написом

Фото та прорисовка сторони зі знаком (аверс) монети князя Володимира Ольгердовича

Володимир Ольгердович (1331 — після жовтня 1398) — перший київський князь (1362—1394) з династії Гедиміновичів, син Ольгерда Гедиміновича і Марії Вітебської, пізніше князь копильський (1395 — після 1398) та слуцький.

## Біографія
Охрещений матір'ю за православним обрядом, вихований на слов'янських звичаях і традиціях, Володимир не був сприйнятий в Києві як чужинець і швидко порозумівся з місцевим боярством, що вело свій родовід ще з домонгольских часів. В нечисленних документах, що збереглися з тих часів, Володимир Ольгердович іменує себе «З Божої ласки князь Київський».
Точна дата початку княжіння Володимира Ольгердовича у Києві невідома, і реконструюється з пізніших джерел. Зазвичай її пов'язують із напівлегендарною битвою на Синіх Водах, у якій литовсько-руські війська Ольгерда Гедиміновича розбили татарських правителів Поділля та їхніх союзників, після чого Київ нібито увійшов до складу Великого князівства Литовського. За іншою версією перехід був наслідком угоди Ольгерда із Мамаєм і зміна династії відбулася мирно. При цьому збереглися документи, в яких Володимир не іменує себе князем київським навіть пізніше, коли Київщина вже увійшла до складу Великого князівства Литовського, — це дозволяє припустити, що вона йому дісталася не одразу, а внаслідок наступного перерозподілу княжінь між Гедиміновичами.
За правління Володимира Київ був перебудований. Осередок влади був перенесений із Старокиївської гори (Верхнього міста домонгольських часів) до замку, зведеного на сусідньому пагорбі, що зараз і називається Замковою горою. Будували замок із дубових колод, за всіма правилами тодішнього фортифікаційного мистецтва. Резиденція митрополита залишилася у подвір'ї Святої Софії. Господарське життя Києва майже повністю було сконцентроване на Подолі. Заміською резиденцією самого князя була Володимерка — на місці пізнішого селища Совки.
В своїй політиці Володимир спирався на київське боярство. Князь провів своєрідну «інвентаризацію» їхніх володінь, документально закріпивши права власності бояр на землю. І значно розширивши їхні маєтки — протягом кількох наступних століть місцеві шляхтичі обґрунтовували свої права на землі грамотами, виданими Володимиром. Підтримка боярства дозвола князю формувати військо, з яким рахувалися і сусіди, і сеньойори самого Володимира. Воєначальником він був здібним, його походи на південь були успішними, а межі князівства були навіть розширені. Іноді кажуть, що під владою князя було 71 місто, згадані у «Списку городів руських». Але сам цей список — джерело не надто надійне. Із впевненістю можна казати лише те, що до Київського князівства входили не лише ті землі, що їх зараховували до нього перед монгольської навалою, а й Переяславщина і значна частина чернігово-сіверських земель.
Як володар Київського князівства провадив самостійну політику, карбував власну монету. На сьогодні знайдено близько 1200 монет Володимира Ольгердовича, семи основних типів у більш як півтора десятках місць Наддніпрянщини. Це може свідчити і про неабияке економічне пожвавлення на підвладних йому теренах. Існує, щоправда, й інша версія — політична криза позначилася на обсягах «виробництва» на монетних дворах Улусу Джучі, тож київські срібляники мали компенсувати штучний дефіцит. На користь такої інтерпретації свідчить зовнішня схожість перших монет Володимира із монетами Джучідів. З іншого боку — це могло свідчити і про політичну залежність Києва і про те, що карбування (принаймні спочатку) відбувалося під контролем ханської адміністрації. З іншого боку — на переважній більшості монет Володимира є зображення «князівського знака», що нагадує давньоруський знак Рюриковичів (тризуб) і атрибується як схематичне зображення церкви.[джерело?] Це свідчило і про державні амбіції самого Володимира, і про намагання князя засвідчити свою належність до політичної традиції Давньої Русі.
Володимир наполегливо намагався взяти під своє крило церкву. Як і Ольгерд він наполягав, що резиденція православного митрополита має знаходитися лише в Києві, вимагаючи або повернення до міста митрополита Олексія з Москви, або призначення нового очільника церкви. Константинопольський патріарх певний час вагався, і лише в 1375 році висвятив на митрополичу кафедру Кипріана. У 1383 році Москва вчергове спробувала просунути на митрополичий престол (за живого Кипріана) свого кандидата — Діонісія Суздальського. Той навіть отримав благословення патріарха, проте на зворотньому шляху був заарештований Володимиром Ольгердовичем, який звинуватив його в тому, що «той пішов на митрополію в Царгород без нашого повеління». Діонісій так і завершив свої дні у київській в'язниці, а митрополича кафедра залишилася за князівським ставлеником Кипріаном.

### Після Кревської унії
У 1385 році між Великим князівством Литовським і Польським королівством було укладено Кревську унію, за якою дві держави об'єднувались під владою одного монарха — Ягайла-Владислава Ольгердовича, молодшого брата Володимира.
У 1386 році Володимир був у Кракові на коронації Ягайла. 1387 року разом з чернігово-сіверським князем Дмитром-Корибутом Ольгердовичем перебував на Ягайловому дворі у Вільно, де був свідком на пожалуванні Ягайлом привілеїв католицькій церкві.
У 1388 році Володимир Ольгердович як васал дав присяжну грамоту Владиславу II Ягайлу та його дружині, польській королеві Ядвізі та Короні Польській, обіцяючи зберігати їм вірність і надати допомогу в разі потреби. У 1390 році підтримав Ягайла у боротьбі проти бунтівного кузена Вітовта —військові загони київського князя разом з іншими союзниками у складі королівських військ брали штурмом Гродно, центр володінь Вітовта.
Островська угода 1392 між Ягайлом і Вітовтом була для Володимира Ольгердовича вкрай несприятливою. Прийшовши до влади у Великому князівстві Литовському, Вітовт, за згодою і при підтримці Ягайла, взяв курс на ослаблення та ліквідацію найбільших удільних князівств. Рішення про відібрання у Володимира Києва і Київського князівства було прийняте Вітовтом, Владиславом II Ягайлом і Скиргайлом Ольгердовичем на початку грудня 1392 року в Белзі. Однак його реалізація затяглася через відмову Дмитра-Корибута і подільського князя Федора Коріятовича визнати владу Вітовта. Лише після розгрому виступів цих князів, наприкінці 1394, при посередництві королівських емісарів Володимир був «виведений» з Києва, отримавши натомість доволі значний уділ в Поліссі з містами Копиль і Слуцьк.
Востаннє згаданий серед підписантів Салінського договору між Вітовтом та Тевтонським Орденом у 1398 році. Помер невдовзі після цього, був похований в Успенському соборі Києво-Печерського монастиря, опікуном і благодійником якого він вважався.

## Родина
- Старший син Олелько Володимирович займав Київський стіл у 1443—1445 роках
- Середній син Іван Володимирович став засновником роду Більських
- Наймолодший син Андрій — князь у Айні, Словенську, Могильні (або Могильному), Кам'янці, Логойську, Полонному, тесть боярина Івана Рогатинського[4].

Записаний у Києво-Печерському пом'янику. Згідно з цим пам'яником, перед смертю став ченцем.

## Вшанування пам'яті
Провулок Князя Володимира Ольґердовича у місті Київ